# Бредешть (Долж)
Бредешть, Бредешті (рум. Brădești) — село у повіті Долж в Румунії. Входить до складу комуни Бредешть.
Село розташоване на відстані 195 км на захід від Бухареста, 23 км на північний захід від Крайови.

## Населення
За даними перепису населення 2002 року у селі проживали 1972 особи, з них 1968 осіб (99,8%) румунів. Усі жителі села рідною мовою назвали румунську.